# كالفين روبرتس
كالفين روبرتس (بالإنجليزية: Calvin Roberts)‏ هو لاعب كرة قدم أمريكية أمريكي، ولد في 25 أبريل 1927 في هيكتور في الولايات المتحدة، وتوفي في 3 مارس 1966.